# Cyclosternum gaujoni
Cyclosternum gaujoni là một loài nhện trong họ Theraphosidae.
Loài này thuộc chi Cyclosternum. Cyclosternum gaujoni được Eugène Simon miêu tả năm 1889.